# Église Notre-Dame de Loupia
L'église Notre-Dame de Loupia est une église située en France sur la commune de Loupia, dans le département de l'Aude en région Occitanie.
Les Portails Nord et Sud ainsi que les sculptures de la façade méridionale été inscrits au titre des monuments historiques en 1948

## Description
C'est un édifice à nef avec un chevet pentagonal. Au sud de la nef les deux fenêtres ont de simples formes.
Le portail sud est un arc en tiers-pont avec une ouverture de 194 cm et une hauteur sous le sommet de 315 cm. Le portail nord est muré et aussi en tiers-pont.
Elle a une largeur de 105 cm.

## Localisation
L'église est située dans le département de l'Aude. Elle est située au centre du village de Loupia. Le village est en forme circulaire.
Les Portails Nord et Sud ainsi que les sculptures de la façade méridionale été inscrits au titre des monuments historiques en 1948.

## Historique
L’Église date des XIIe et XIIIe siècles.